# Gunung Tutung
Gunung Tutung är ett berg i Indonesien.   Det ligger i provinsen Aceh, i den västra delen av landet, 1 700 km nordväst om huvudstaden Jakarta. Toppen på Gunung Tutung är 2 435 meter över havet.
Terrängen runt Gunung Tutung är kuperad åt nordväst, men åt sydost är den bergig.Runt Gunung Tutung är det glesbefolkat, med 11 invånare per kvadratkilometer. I omgivningarna runt Gunung Tutung växer i huvudsak städsegrön lövskog.